# Dimitrios Deliyannis
Dimitrios Deliyannis –en griego, Δημήτριος Δεληγιάννης– (Atenas, 15 de octubre de 1961) es un deportista griego que compitió en vela en la clase Soling.
Ganó una medalla de oro en el Campeonato Mundial de Soling de 1993. Participó en tres Juegos Olímpicos de Verano, entre los años 1984 y 1992, ocupando el sexto lugar en Los Ángeles 1984 en la clase Soling.

## Palmarés internacional
| \| Campeonato Mundial \| Campeonato Mundial \| Campeonato Mundial \| Campeonato Mundial \| \| Año \| Lugar \| Medalla \| Clase \| \| ------------------ \| ------------------ \| ------------------ \| ------------------ \| \| 1993 \| Falero (Grecia) \| Medalla de oro \| Soling \| |                 |                |        |
| Campeonato Mundial |                 |                |        |
| Año | Lugar           | Medalla        | Clase  |
| 1993 | Falero (Grecia) | Medalla de oro | Soling |